# Dolmen von Pérotte

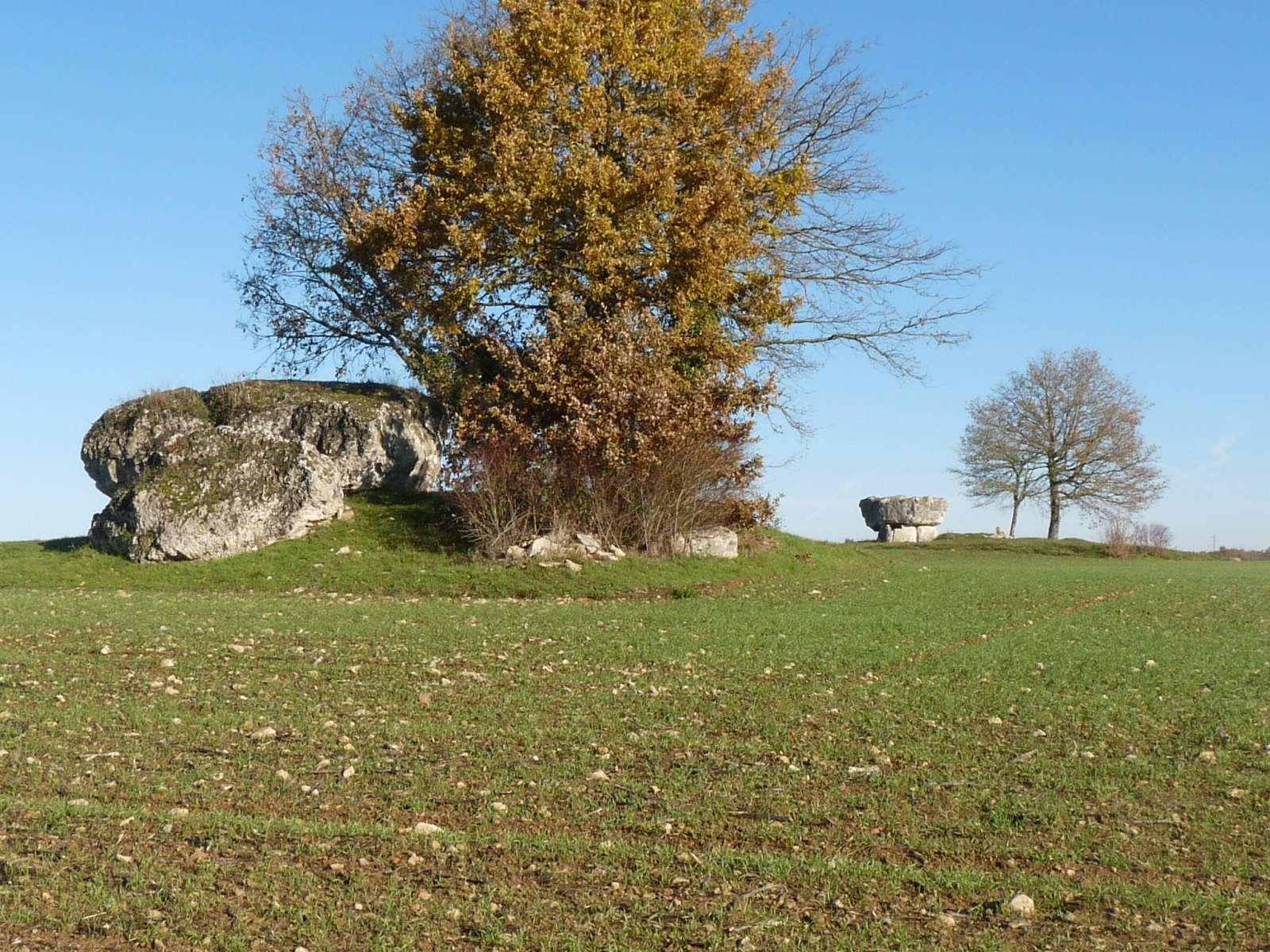
Die Dolmen von Pérotte

Die beiden Dolmen von Pérotte (französisch Dolmens des Pérottes; unterteilt in La Grosse Pérotte und La Petite Pérotte) sind Dolmen des für seine Größe bekannten Typs Angoumoisin und liegen neben einem Fahrweg südwestlich des Dorfes Fontenille und der D61 (Straße) bei Angoulême in den Pays du Ruffécois im Département Charente in Frankreich. Die beiden Megalithanlagen stammen aus der Jungsteinzeit (ca. 3500 bis 2900 v. Chr.). Die sie ursprünglich umgebenden Stein- und Erdhügel (Tumuli) sind weitgehend abgetragen. Dolmen ist in Frankreich der Oberbegriff für neolithische Megalithanlagen aller Art (siehe: Französische Nomenklatur).

## La Grosse Pérotte
Die Überreste des großen Dolmens liegen auf einem Bergrücken, etwa 50 m von La Petite Pérotte und anderen Dolmen und Grabhügeln in der Gegend. Er verfügt mit etwa 5,0 × 5,0 m und 1,75 m Dicke über einen der schwersten, allerdings gespaltenen Decksteine in Frankreich, auf einer exakt gebauten, rechteckigen Kammer.
Die etwa 2,0 m hohe Kammer misst etwa 3,4 × 2,3 Meter und besteht aus 11 quadratischen Tragsteinen, von denen viele unter der Last des enormen Decksteins verkippt sind, da sie durch den abgetragenen Erdhügel nicht mehr gestützt werden. Um die Überreste des Hügels liegen viele große Steine. Einer trägt Reste einer Ritzung. Außerhalb der Hauptkammer liegen die Steinplatten einer Nebenkammer oder die Überreste des Zugangs.

## La Petite Pérotte
Die Reste des Dolmens liegen auf einer Anhöhe etwa 50 m von La Grosse Pérotte entfernt. Der massive Deckstein ist etwa 4,75 m lang, 2,6 m breit und 1,4 Meter dick und wiegt etwa 39 t. Er liegt auf einer regelmäßig geformten quadratischen Kammer aus vier erhaltenen (von einst neun) etwa 2,3 m hohen Tragsteinen. Der Boden war gepflastert. Er führt nach Osten in einen etwa 7,60 m langen Gang (mit Öffnung nach Südosten). Eine gepflasterte Seitenzelle von etwa 2,0 m² liegt auf der Südseite des Ganges. Sie war mit einem Deckstein mit 1,50 m Durchmesser gedeckt. Ein Angoumoisin-Dolmen mit einer angrenzenden Kammer, existiert auch im Tumulus B von Boixe.
Die Kammer enthielt die Knochen von sechs Personen und Scherben eines mit Schnurabdrücken verzierten Bechers. In der Seitenzelle wurden Reste zweier kleiner Vasen und zwei gekreuzten Pfeilspitzen gefunden, die aus dem Mittelneolithikum stammen. Dieses unterschiedliche archäologische Material wurde verschiedenen Perioden des Neolithikums zugeschrieben.
Wie bei seinem Nachbarn, dessen kleines Pendant er ist, liegen viele Steine rund um die Reste des Hügels. Luftaufnahmen sowie Ausgrabungs- und Restaurierungsmaßnahmen in den Jahren 2012 und 2013 machen deutlich, dass es sich um zwei konzentrische Steinringe handelt, die ehemals als (stein- und erdgefüllte) Mauern die eigentliche Grabkammer umschlossen haben könnten.
Die zeichnerische und filmische Rekonstruktion des Bauwerks (siehe Weblink) lässt architektonische Übereinstimmungen mit den im Westen Nordafrikas (Maghreb) auftretenden Bazinas deutlich werden.